# Seleção Espanhola de Futebol Feminino
A Seleção Espanhola de Futebol Feminino é uma seleção de mulheres que representa a Espanha no futebol feminino internacional. 
A Espanha se classificou três vezes para a Copa do Mundo Feminina da FIFA e quatro vezes para o Eurocopa Feminina, chegando às semifinais em 1997. Em contraste com essas modestas conquistas na seleção principal, suas seleções jovens têm um dos melhores recordes do mundo em todo o início do século 21 e teve grande sucesso em 2018 em particular, conquistando dois títulos continentais (Sub-17 e Sub-19) e chegando a duas finais de Copa do Mundo (vencendo o Mundial Sub-17 e sendo vice-campeão no Sub-20). Quatro anos depois, elas voltaram a vencer o Mundial Sub-17 e conquistaram o inédito título no Sub-20.
A Espanha entrou no top 10 do ranking internacional da FIFA no início da década de 2020. Suas jogadoras receberam os prêmios da UEFA de 2020 de melhor goleira, zagueira, meio-campista, atacante e melhor jogadora geral — a primeira vez que jogadoras de um único país venceram todas as categorias.
No nível continental, a Espanha venceu a primeira edição da Liga das Nações Feminina da UEFA em 2024, tornando-se a primeira nação a conquistar os títulos das competições masculina e feminina. A seleção também se classificou cinco vezes para o Campeonato Europeu Feminino da UEFA, alcançando as semifinais em 1997.

## Títulos

### Títulos oficiais
| MUNDIAIS | MUNDIAIS                          | MUNDIAIS | MUNDIAIS |
|          | Competição                        | Vezes    | Ano      |
| -------- | --------------------------------- | -------- | -------- |
|          | Copa do Mundo de Futebol Feminino | 1        | 2023     |